# 愛知県道190号名古屋一宮線

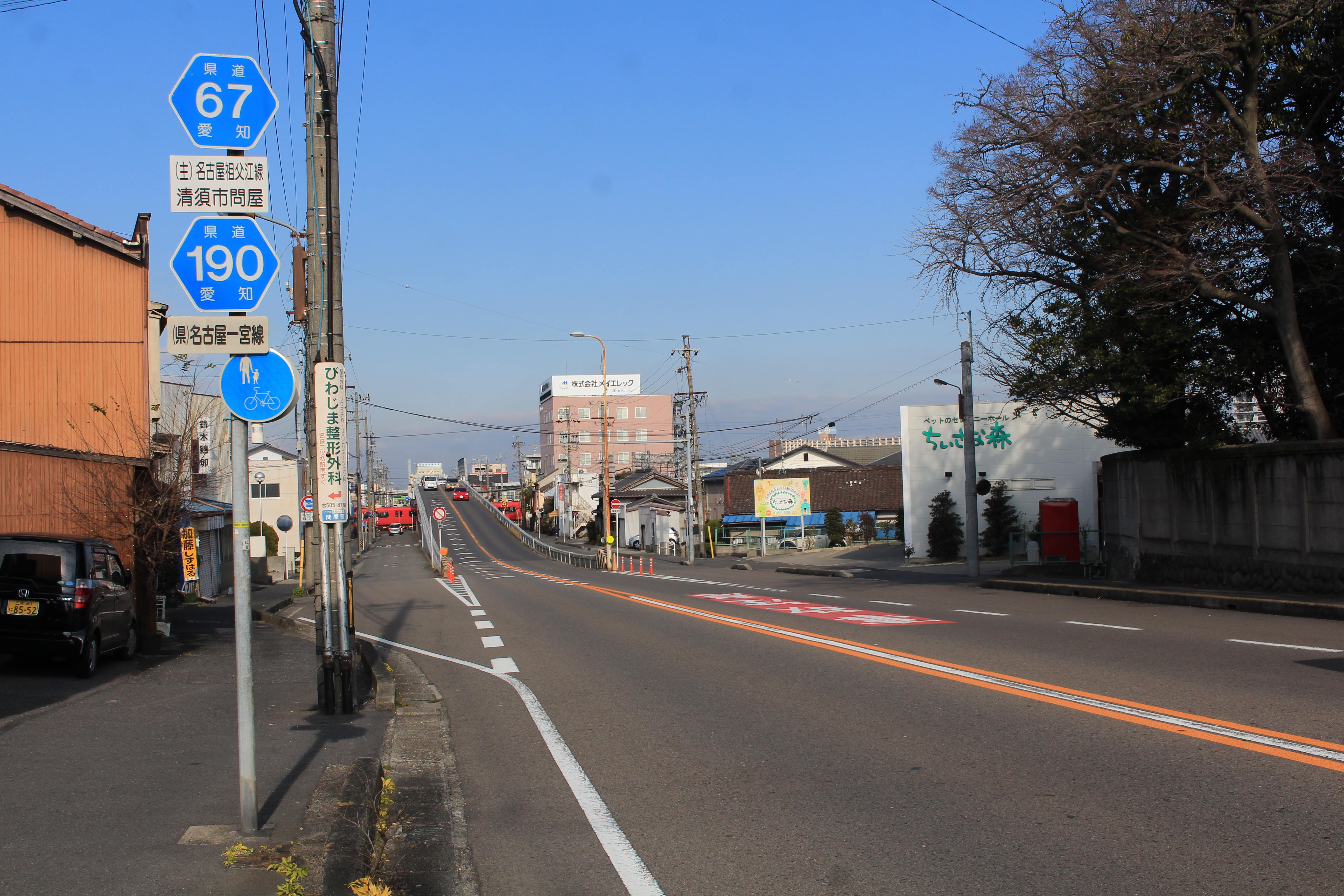
愛知県道67号名古屋祖父江線との重複区間、清須市問屋

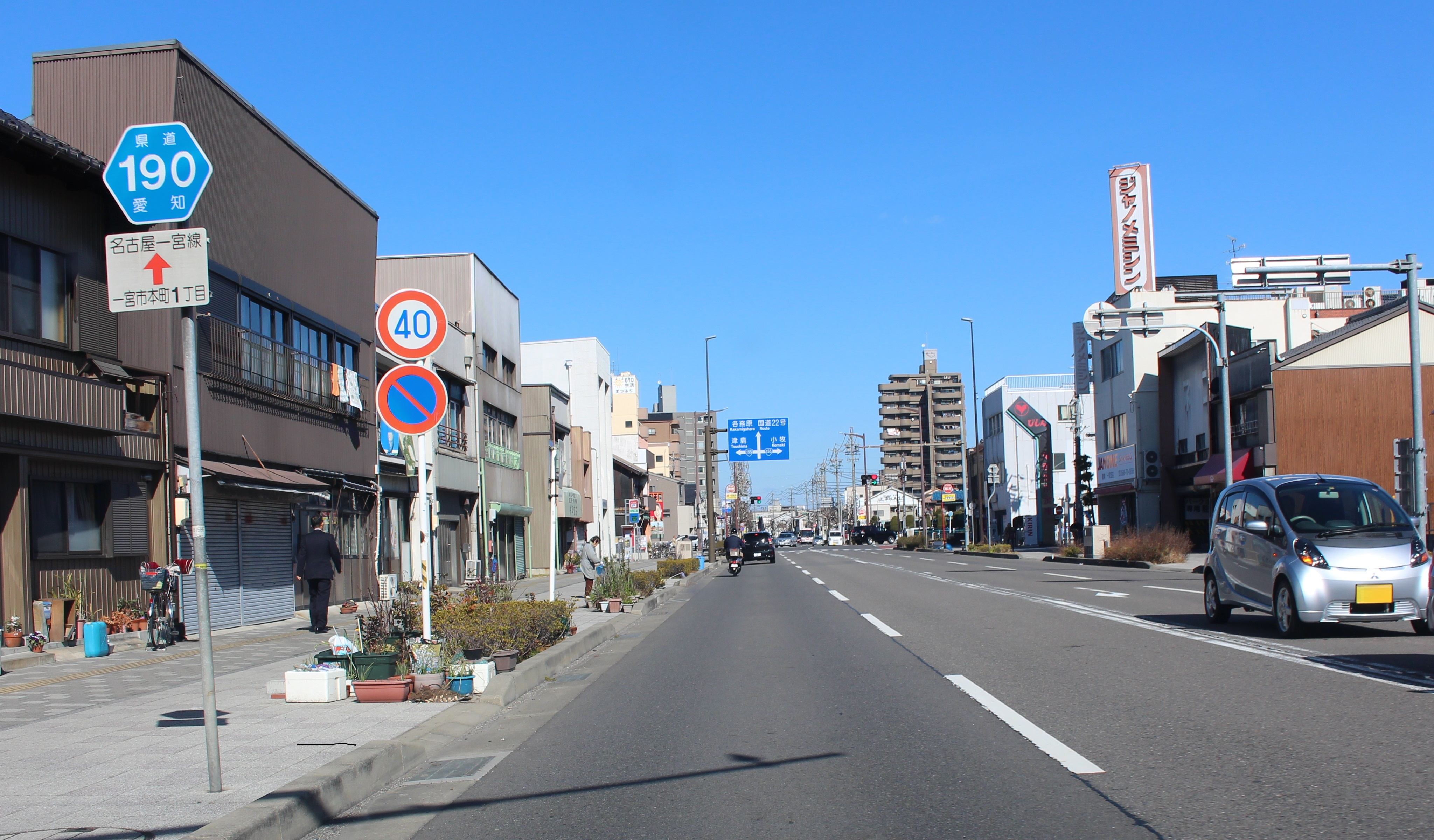
愛知県道190号名古屋一宮線、一宮市本町1丁目

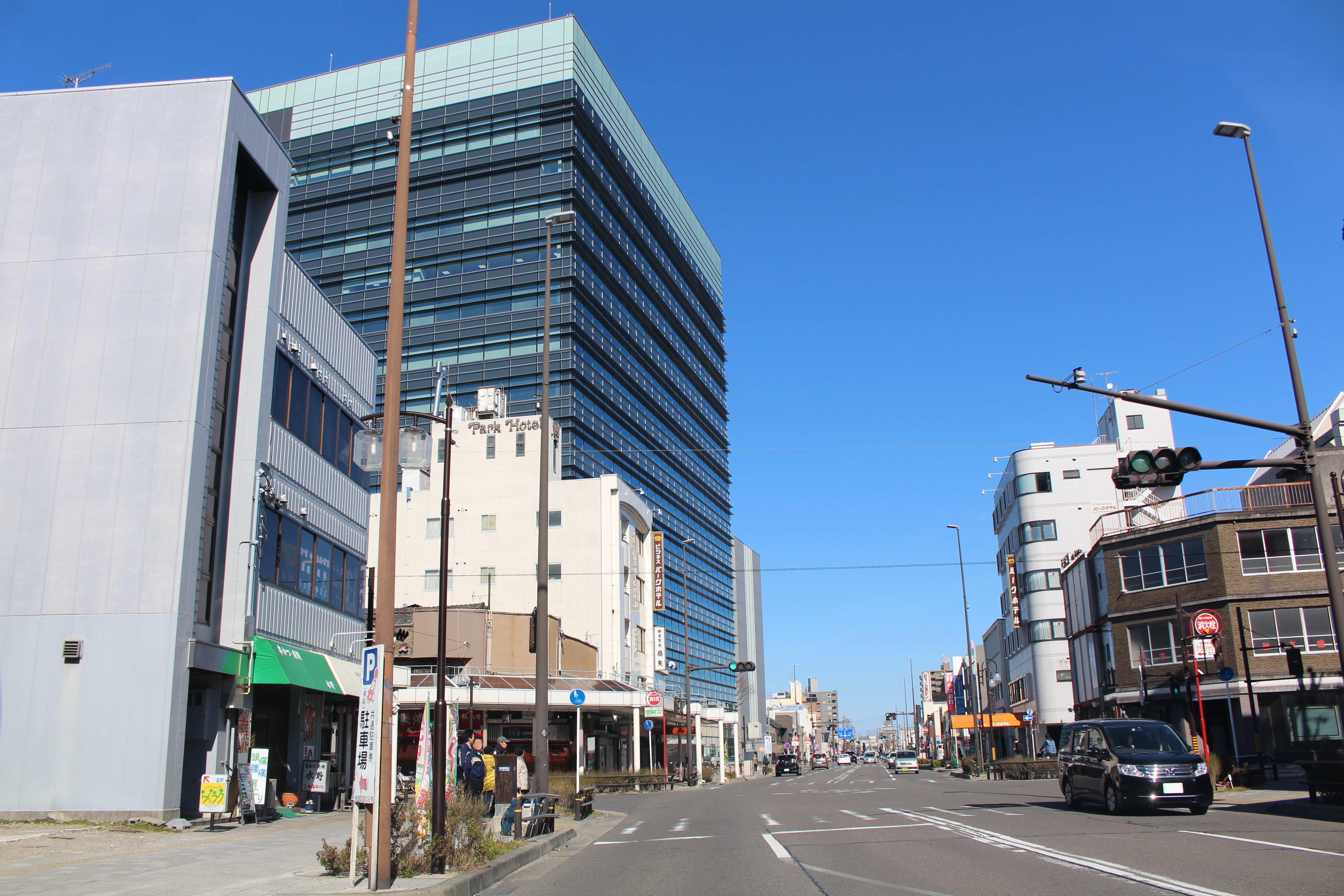
一宮市役所

愛知県道190号名古屋一宮線（あいちけんどう190ごう なごやいちのみやせん）は、愛知県名古屋市中川区から愛知県一宮市に至る一般県道である。

## 概要
愛知県名古屋市西区の枇杷島2丁目交差点以北は、国道22号の旧道が県道となった路線である。しかし他路線との重複区間が多く、単独区間は枇杷島2丁目交差点以南と稲沢市の下津交差点以北である。

### 路線データ
- 起点：愛知県名古屋市中川区野田1丁目（野田1丁目交差点）
- 終点：愛知県一宮市木曽川町黒田（中起交差点）

## 沿革
- 1977年2月28日：認定。

## 別名
- 甚兵衛通（名古屋市中川区）
- 一柳通（名古屋市中川区）
- 八田街道（名古屋市中川区）
- 牛田通（名古屋市中村区）
- 名西通（名古屋市中村区）
- 上更通（名古屋市西区）
- 美濃街道（清須市）
- 吉例街道（清須市）
- 牛野通り（一宮市）
- 公園通り（一宮市）
- 新柳通り（一宮市）
- 八町通り（一宮市）
- 音羽通り（一宮市）
- 岐阜街道（名古屋市、清須市、稲沢市、一宮市、笠松町、岐阜市）
- 御鮨街道（名古屋市、清須市、稲沢市、一宮市、笠松町、岐阜市）
- 旧国道22号（名古屋市、清須市、稲沢市、一宮市、笠松町、岐阜市）

## 地理

### 通過する自治体
- 愛知県
  - 名古屋市（中川区 - 中村区 - 西区）
  - 清須市
  - 稲沢市
  - 一宮市

### 交差する道路
- 愛知県道29号弥富名古屋線・愛知県道107号中川中村線（八熊通）（野田1丁目交差点）
- 愛知県道229号八田停車場線（野田小学校西交差点 - 八田町交差点間で重複）
- 愛知県道115号津島七宝名古屋線（畑江通）（畑江通5丁目交差点）
- 愛知県道68号名古屋津島線（太閤通）（太閤通6丁目交差点）
- 愛知県道200号名古屋甚目寺線（外堀通）（本陣通4丁目交差点）
- 愛知県道67号名古屋祖父江線（美濃街道、岐阜街道、鮎鮨街道）（枇杷島2丁目交差点 - 清洲中学校前交差点間で重複）
- 愛知県道126号給父西枇杷島線（二見交差点）
- 愛知県道59号名古屋中環状線（新川大橋北交差点）
- 国道302号（名古屋環状2号線）（清洲中学校前交差点）
- 愛知県道136号一宮清須線（美濃街道）（清須中学校前交差点 - 分地北交差点間で重複）
- 愛知県道62号春日井稲沢線（分地北交差点 - 下津交差点間で重複）
- 愛知県道155号井之口江南線（井之口交差点 - 下津交差点間で重複）
- 愛知県道166号小牧岩倉一宮線（赤池交差点、多加木江向交差点）
- 愛知県道513号一宮西中野線（多加木北交差点）
- 愛知県道65号一宮蟹江線（北園通り）（裁判所前交差点）
- 愛知県道457号尾張一宮停車場線（伝馬通り、城崎通り）（本町交差点）
- 国道155号（上本町通り、花祇通り）（松降交差点・音羽1丁目交差点間で重複）
- 愛知県道146号奥音羽線（音羽1丁目北交差点）
- 愛知県道18号大垣一宮線（大正通り）（音羽3丁目交差点）
- 愛知県道193号大垣江南線（馬寄交差点 - 今伊勢跨線橋北交差点間で重複）
- 愛知県道175号江南木曽川線（内割田交差点）
- 愛知県道14号岐阜稲沢線（西尾張中央道）（中起交差点）

### 沿線
- 名古屋臨海高速鉄道あおなみ線 小本駅
- 近鉄名古屋線 烏森駅
- 名古屋第一赤十字病院
- 名古屋市営地下鉄東山線 中村日赤駅
- 名城大学附属高等学校
- 名鉄名古屋本線 東枇杷島駅
- 名鉄名古屋本線 西枇杷島駅
- 西枇杷島警察署
- キリンビール名古屋工場
- ピアゴ清洲店
- 清洲城
- JR東海道本線 稲沢駅
- 名古屋法務局一宮出張所
- 一宮市役所
- 名鉄名古屋本線 石刀駅
- 名鉄名古屋本線 新木曽川駅
- 名鉄名古屋本線 黒田駅
- イオンモール木曽川